# Universität Tuscia

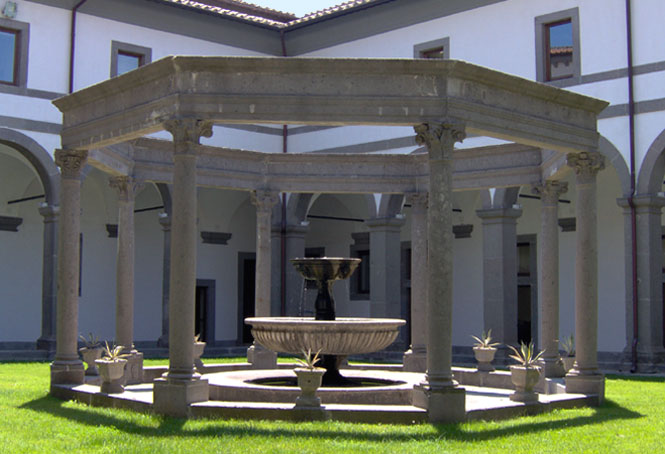
Brunnen der Universität

Die Universität Tuscia (italienisch: Università degli Studi della Tuscia; lateinisch: Universitas Studiorum Tusciae) ist eine 1979 gegründete staatliche Universität in Viterbo, Region Latium. Der Name der Universität bezieht sich auf die Landschaft Tuszien. Seit November 2019 ist Stefano Ubertini Rektor der Universität.

## Fakultäten
Die Universität Tuscia gliedert sich in sechs Fakultäten:
- Dipartimento di Scienze Agrarie e Forestali (DAFNE)
- Dipartimento di Scienze Ecologiche e Biologiche (DEB)
- Dipartimento di Economia, Ingegneria, Società e Impresa (DEIM)
- Dipartimento per la Innovazione nei sistemi Biologici, Agroalimentari e Forestali (DIBAF)
- Dipartimento di Studi Linguistico-letterari, Storico-filosofici e Giuridici (DISTU)
- Dipartimento di Scienze Umanistiche, della Comunicazione e del Turismo (DISUCOM)